# Zürich
Zürich (tyskt uttal: [ˈtsyːrɪç]
 ( lyssna), schweizertyska: Züri, franska: Zurich, italienska: Zurigo, rätoromanska: Turitg) är den största staden i Schweiz med 433 989 invånare (2023). (Stor-Zürich cirka 1 332 900 invånare). Staden är huvudort i kantonen med samma namn. Den ligger vid Zürichsjön.
Zürich blev medlem av det schweiziska edsförbundet år 1351. Schweiz reformator Zwingli (död 1531), levde och predikade där, samt styrde staden och kantonen under senare delen av sitt liv.
Det schweizisk-svenska företaget ABB har sitt huvudkontor i staden.
Svenskt honorärkonsulat finns i staden sedan 1912.

## Historia

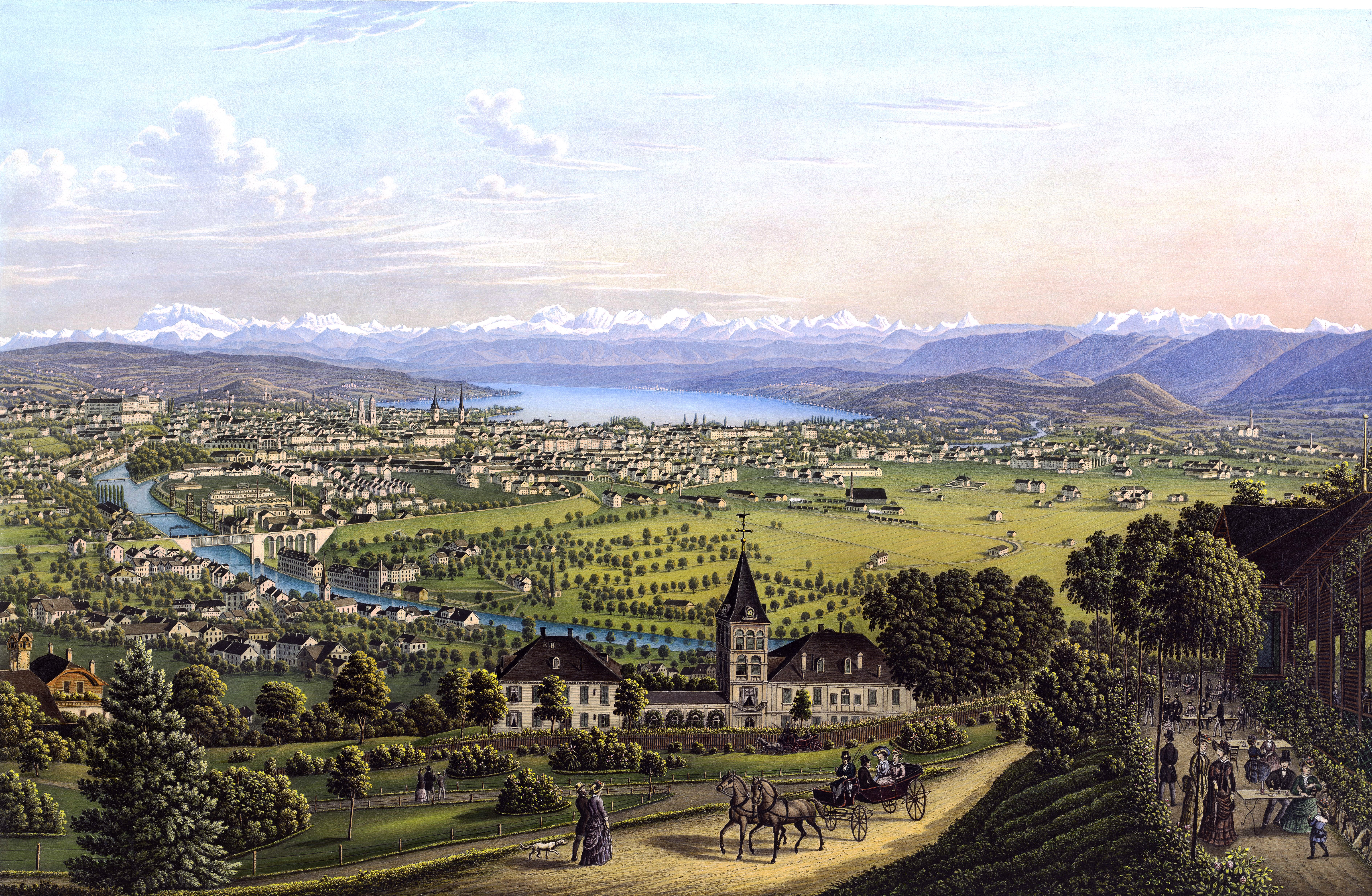
Vy över Zürich år 1884.

På platsen där Zürich ligger idag anlades under 200 f.Kr. en romersk tullstation, under 500-talet följt av en alemannisk bosättning. En kungsgård (pfalz) tillkom under 800-talet samt en köpmannakoloni. Staden nämns första gången som turlcina civitas (stad) i ett dokument från 929. Staden utvecklades i snabb takt genom ett gynnsamt handelsstrategiskt läge. Zürich blev år 1218 en fri riksstad. Staden upplevde under 1300-talet en kulturell blomstringsperiod, men även sociala oroligheter skakade staden.
Zürich inträdde i det Schweiziska edsförbundet år 1351. Detta gjorde att Zürich, på bekostnad av kringboende feodalherrar, förde en framgångsrik expansionspolitik. Staden blev utgångspunkt för den reformatoriska rörelsen i Schweiz genom Zwinglis verksamhet under 1500-talet, men tillät samtidigt katoliker att bosätta sig i staden. Under 1600-talet var staden en tillflyktsort för förföljda protestanter, några som hade med sig ekonomiska impulser, framför allt inom textilindustrin. Staden växte under 1800- och 1900-talen ut till en modern storstad, bland annat genom inkorporeringar och under världskrigen gynnades Zürich av sitt i Europa centrala men ändå skyddade läge. Invånarantalet mer än tolvdubblades mellan 1888 och 1992. Utvecklingen har fört med sig att staden är ett av världens ledande finans- och bankväsendecentrum.

## Geografi
Staden är belägen där floden Limmat lämnar Zürichsjön och är omgiven av skogbevuxna berg, bland annat Zürichberg och Uetliberg. Floden Sihl möter Limmat vid änden av Platzspitz, vilka formar gränsen till Schweiziska nationalmuseet.
Under 2004 blev Fraumünster totalrenoverad. Under denna period gjorde den installerade byggnadsställningen att man kunde få en 360° panoramavy över Zürich.

## Stadsvapen
Det blåvita stadsvapnet kommer från 1389, och härstammar från banderoller med blåa och vita ränder som användes år 1315. Det första säkra beviset på banderollerna med samma design är från 1434. Stadsvapnet har två lejon som sköldhållare. Den röda Schwenkel på toppen av banderollen har varierande tolkningar: För invånarna i Zürich var det ett hedersmärke, skänkt av Rudolf I. Zürichs grannar härmade denna i skam, för att fira förlusten av banderollen i Winterthur år 1292. Idag använder kantonen Zürich samma vapen som staden.

## Kommunikationer

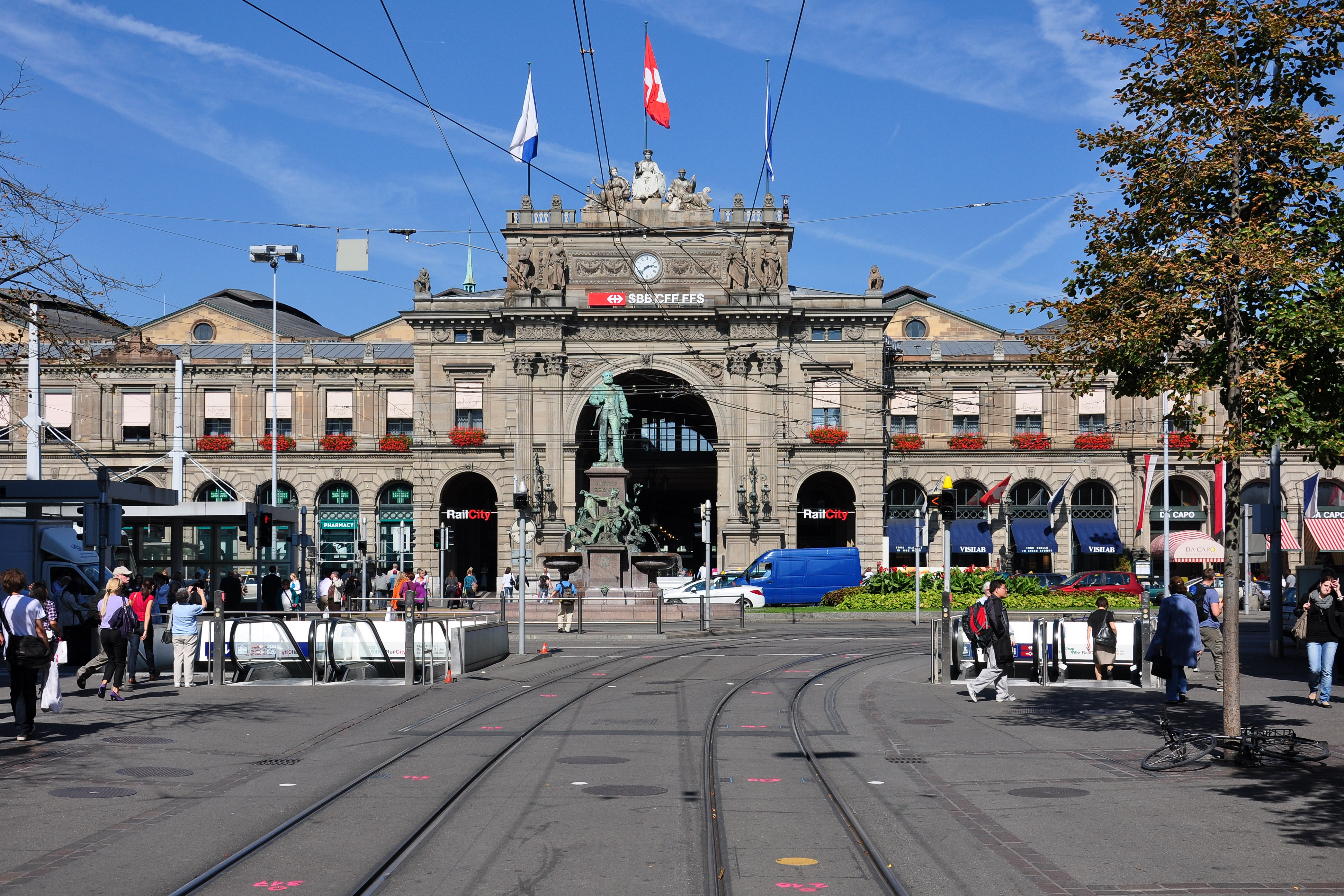
Centralstationen i Zürich.

- Zürichs spårväg är den viktigaste delen i stadens lokaltrafiknät eftersom det inte finns tunnelbana.
- Zürichs pendeltåg kallas för S-bahn och har ett stort linjenät som täcker förorter och stora delar av omkringliggande orter utanför staden.
- Zürichs internationella flygplats är en internationell storflygplats som är en viktig knutpunkt för många flygförbindelser både i Europa och till andra världsdelar. Från flygplatsen och in till Zürich går det pendeltåg (S-bahn).
- Zürich Hauptbahnhof är den största järnvägsknuten i Schweiz. Från totalt 26 spår går tåg till och från alla delar av Schweiz samt till Tyskland, Österrike, Italien, Frankrike och Ungern. Stationen är även en viktig knutpunkt för Zürichs pendeltåg.
- Från Zürich går motorvägar som i sin tur når ut till olika delar av landet.

## Demografi
Kommunen Zürich har 433 989 invånare (2023).
|  | Tyska (78,1 %) |

|  | Franska (2,0 %) |

|  | Italienska (4,6 %) |

|  | Rätoromanska (0,2 %) |

|  | Övriga (15,1 %) |

|  | Tyska (78,9 %) |

|  | Franska (2,1 %) |

|  | Italienska (3,2 %) |

|  | Rätoromanska (0,4 %) |

|  | Övriga (15,4 %) |

Uppgifterna från 2000 är baserade på en folkräkning.
Uppgifterna från 2014 är baserade på fem på varandra följande årliga strukturundersökningar. Resultaten extrapoleras. De bör tolkas med försiktighet i kommuner med mindre än 3 000 invånare.